# Mil Mi-6
 (octobre 2011).
Si vous disposez d'ouvrages ou d'articles de référence ou si vous connaissez des sites web de qualité traitant du thème abordé ici, merci de compléter l'article en donnant les références utiles à sa vérifiabilité et en les liant à la section « Notes et références ».
Le Mil Mi-6, (code OTAN Hook) est un hélicoptère de transport lourd de fabrication soviétique dont le prototype fait son premier vol en 1957. Long de presque 42 m, il est resté pendant plus de 10 ans non seulement le plus grand hélicoptère du monde mais aussi le premier hélicoptère à turbine soviétique. Un certain nombre de records furent franchis au cours des essais en vol comme l'emport d'une charge utile de 20 117 kg, une masse supérieure à la masse à vide du plus grand hélicoptère non soviétique de cette époque, le Sikorsky CH-54 Skycrane.

## Conception
En 1954, l'URSS commença l'étude d'un hélicoptère de transport lourd pour un usage civil aussi bien que militaire. Le premier prototype décolla pour la première fois le 5 juin 1957. Cinq appareils de développements furent assemblés, ceux-ci furent ensuite suivis de 30 appareils de présérie.
La production de cet hélicoptère dura jusqu'en 1981.

## Caractéristiques

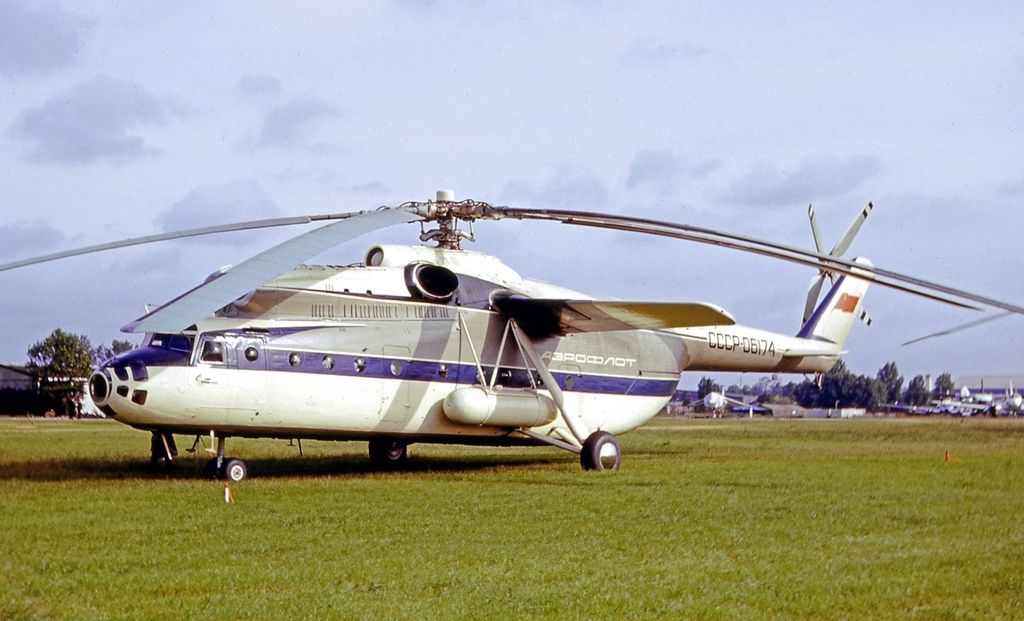
Un Mi-6 de l'Aeroflot au salon de Bourget de 1965.

Il se distingue en particulier par ses réservoirs extérieurs et des ailettes latérales qui participent pour  20 % à la portance totale (en vol de croisière). De plus il possède comme de nombreux hélicoptères Mil un rotor principal à 5 pales.
En tant qu'hélicoptère de transport militaire, le Mi-6 peut transporter jusqu'à 70 soldats équipés. L'accès se fait par la porte arrière de la cabine. Le Mi-6 peut également transporter des charges militaires volumineuses ou palettisées. En version civile, le Mi-6 peut emporter jusqu'à 120 passagers (65 en version avec sièges type avion de ligne). La charge utile interne indiquée atteint 12 tonnes. En version hôpital volant, le Mi-6 peut emporter jusqu'à 41 brancards et deux ambulanciers. Un crochet d'élingue situé sous le fuselage peut soulever une charge de 9 tonnes.
L'un des emplois possibles est celui de grue volante bien que la société Mil ait développé pour ce type de missions un autre modèle, le Mi-10. Le Mi-6 sert en particulier à récupérer les capsules spatiales Vostok après leur atterrissage.

## Engagements
Il fut avec le MI-26 l'un des acteurs majeurs de la catastrophe de Tchernobyl. L'appareil servit de plate-forme pour larguer sable, plomb et autres produits au-dessus du réacteur après l'explosion.
Au moins 6 appareils ont été utilisés. Leurs épaves irrémédiablement irradiées, sont stockées à jamais au sein de la zone d'exclusion du réacteur (51° 09′ 15″ N, 29° 59′ 01″ E).

## Versions
- Mi-6 : Transport
- Mi-6A : Transport
- Mi-6P : Transport de VIP
- Mi-6PS : Recherche et sauvetage
- Mi-6PZ : Lutte contre les incendies
- Mi-6S : Évacuation sanitaire, équipé de 41 civières
- Mi-6T (Hook-A) : Soutien logistique des zones de combat
- Mi-6VKP (Hook-B) : Poste de commandement
- Mi-6VUS/Mi-22 (Hook-C) : Poste de commandement modernisé
- Mi-6YaSh (Hook-D) : Doté d'un radar latéral

## Utilisateurs
Utilisateurs militaires

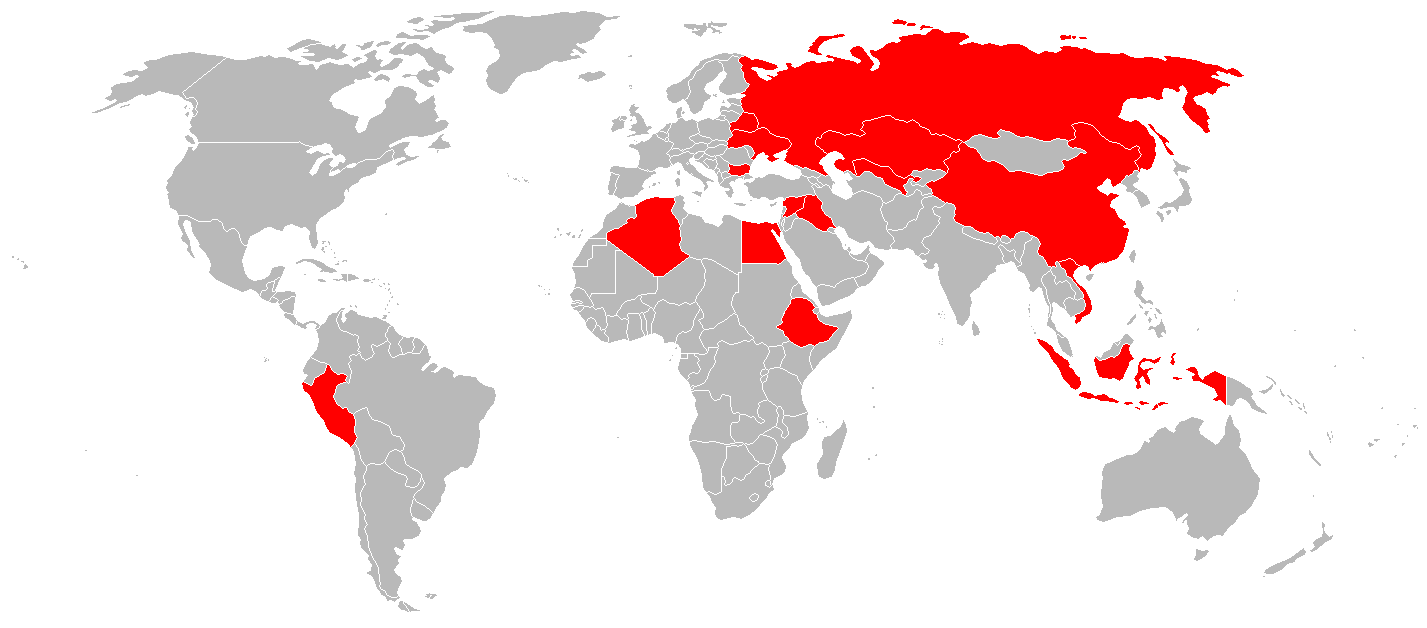
Carte des opérateurs après la dislocation de l'URSS.

Cet appareil construit en URSS en plus de 860 exemplaires a été exporté dans de nombreux pays. Il n'est plus en service opérationnel dans les années 2020.
- Algérie
- Biélorussie
- Bulgarie
- Chine
- Égypte
- Éthiopie
- Indonésie
- Irak
- Kazakhstan
- Laos
- Libye
- Ouzbékistan
- Pérou
- Pologne
- Russie
- Syrie
- Ukraine
- Vietnam

Utilisateurs civils
- Aeroflot
- Instal : 3 Mi-6A

## Liens
- fiche technique Mi-6 sur Strategic-Bureau
- Archives aéro. de von Karl Eichhorn
- Mil Mi-6 bei avia.russian.ee (partiellement en anglais)
- Photos de l'extérieur et de l'intérieur